# Mariä Himmelfahrt (Illerbeuren)
Mariä Himmelfahrt ist eine katholische Pfarrkirche im oberschwäbischen Illerbeuren, einem Teilort von Kronburg. Sie gehört zum Dekanat Memmingen im Bistum Augsburg.

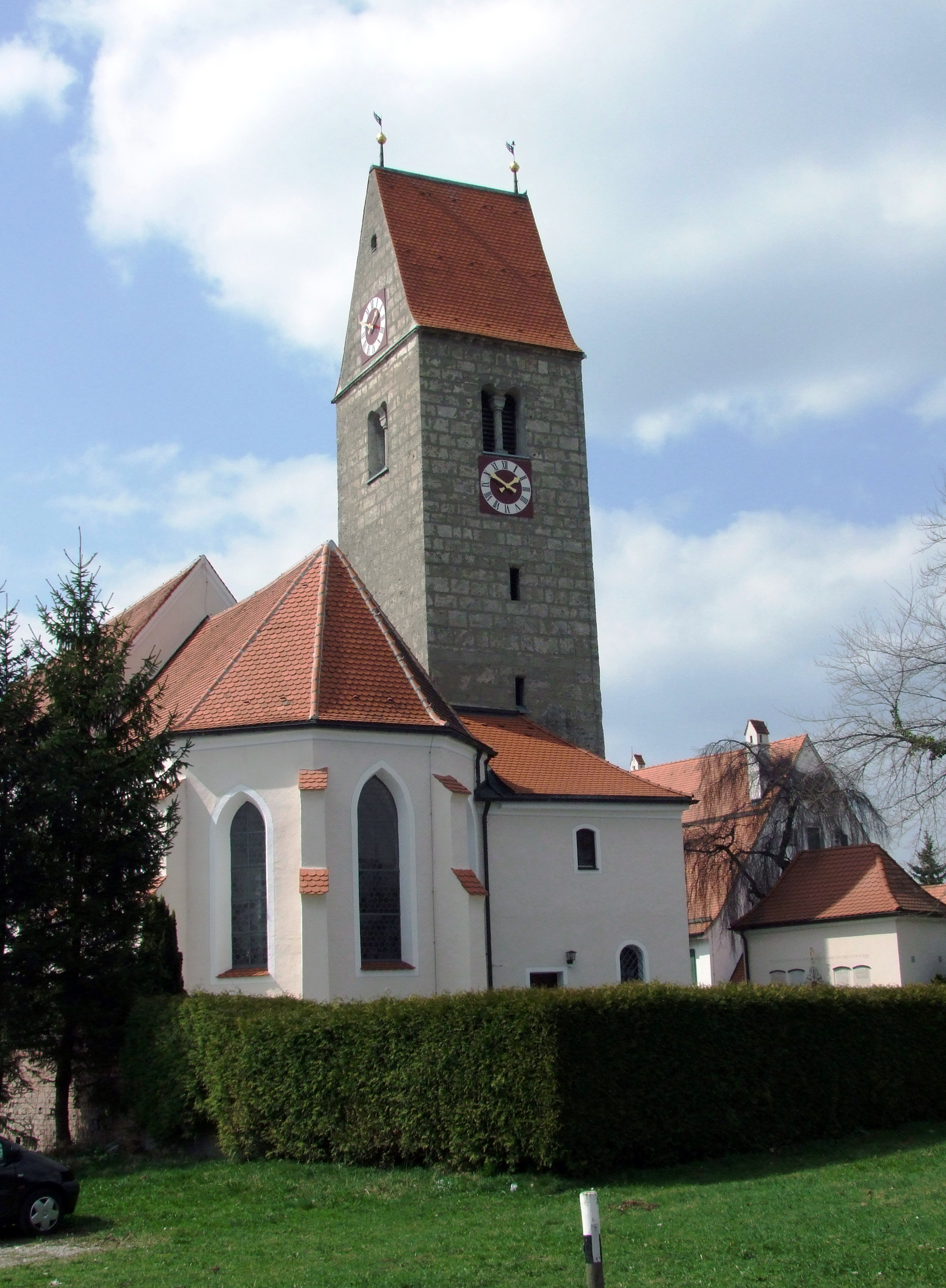
Mariä Himmelfahrt von Osten

## Lage
Die Kirche liegt im Ostteil des Dorfes Illerbeuren, leicht erhöht auf einem Hochplateau über der  Iller.

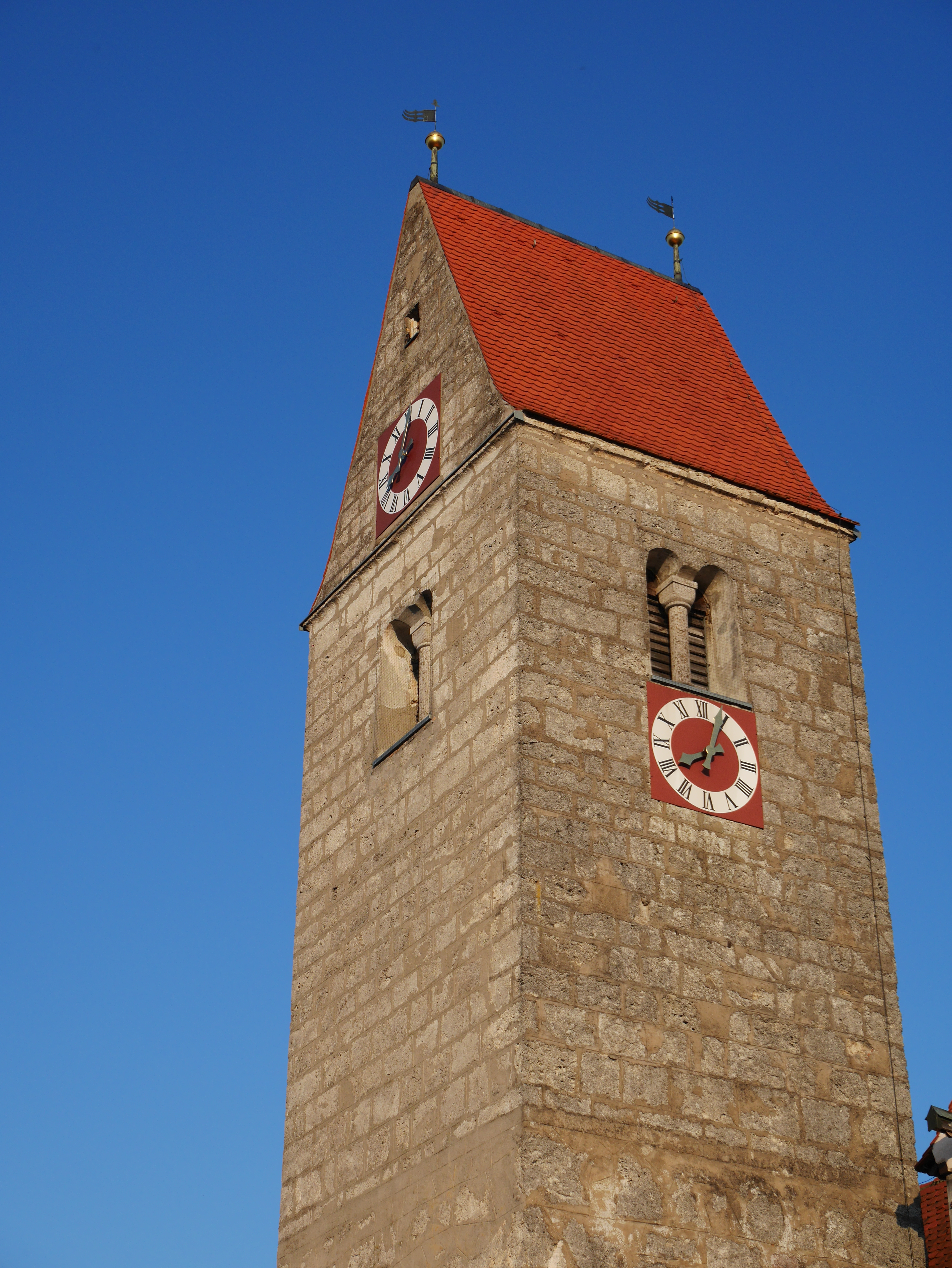
Mariä Himmelfahrt Turm

## Geschichte
Der älteste Teil der Kirche, das Turmuntergeschoss aus grob behauenem Tuffstein, dürfte im 14. Jahrhundert entstanden sein. Der obere Teil des Turmes aus glatt behauenen Steinen ist wohl jüngeren  Datums. Im Glockenstuhl hängt die vermutlich älteste Glocke Schwabens. Sie trägt die Jahreszahl 1095 und ist den vier Evangelisten geweiht. Der Chor und die Sakristei wurden vermutlich in der zweiten Hälfte des 15. Jahrhunderts erbaut. Die barocke Umgestaltung wurde 1722 begonnen. Von 1722 bis 1729 wurde die Kirche erhöht und mit einem Anbau von 18 Fuß Länge nach Westen vergrößert. Erneuert wurde die Kirche 1854, bevor 1907 bis 1908 die neugotische Umgestaltung begann. Dabei wurden Rippen im Chorgewölbe eingezogen. Eine weitere Restaurierung wurde 1935 vorgenommen. Letztmals wurde die Fassade 1978 bis 1979 erneuert.

## Baubeschreibung

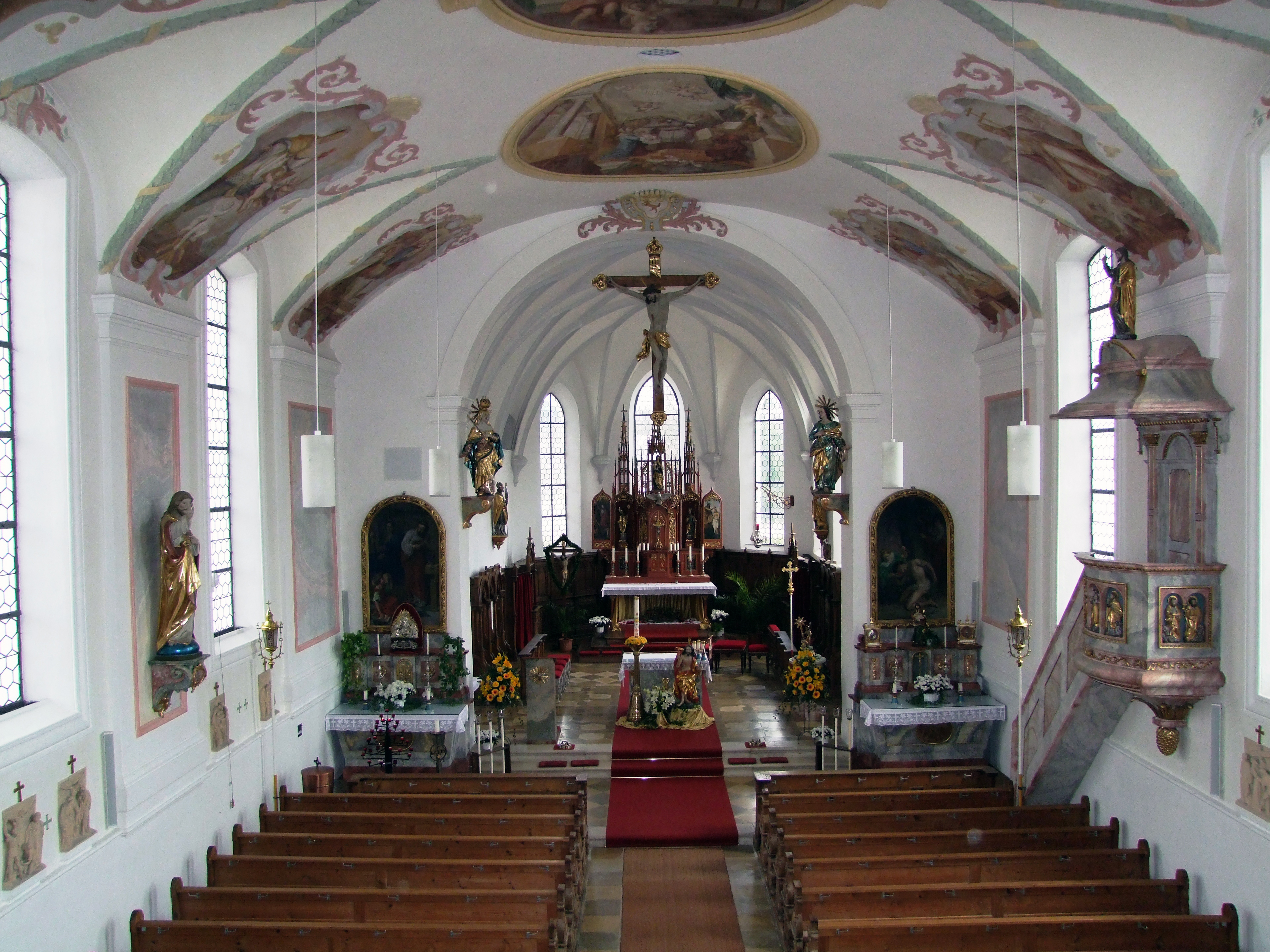
Langhaus in Richtung Chor

Die geostete Kirche besitzt einen eingezogenen Chor zu zwei Achsen mit einem 5/8-Schluss. Das Netzrippengewölbe ist neugotisch und wurde erst 1907 bis 1908 nach dem Vorbild des Gewölbes in der Sakristei eingezogen. Im Chor sind spitzbogige Fenster eingelassen. Außen besitzt der Chor schlichte Strebepfeiler mit einem Wasserschlag. Der Durchgang zum saalartigen Langhaus besteht aus einem runden Chorbogen.
Das Langhaus besitzt vier Fensterachsen und ist durch breite Vorlagen gegliedert. Die Decke ist als Flachtonnengewölbe mit Stichkappen ausgeführt. Die großen Fenster besitzen Stichbögen. An der Westwand befindet sich eine zweistöckige Empore, die obere dient als Orgelempore.
Am nördlichen Chorwinkel befindet sich der spätgotische, ungegliederte, mit einem Satteldach abgeschlossene Turm aus Tuffstein. Das Erdgeschoss besitzt ein Kreuzrippengewölbe mit einem Scheibenschlussstein. Das Gewölbe ist durch den Aufgang zur Herrschaftsloge durchbrochen. Im Obergeschoss befinden sich gekoppelte Klangarkaden, bei denen die Zwischenstützen durch Eisenstäbe ersetzt wurden. Das Turmgebälk trägt die Inschrift M. Nicolaus, ANNO – 1763 · Egensberger.  Im Vorzeichen an der Westfassade befinden sich Reste von Fresken, die bei der letzten Renovierung aufgedeckt wurden.
Die Sakristei an der Nordseite zwischen Turm und Chor ist im Erdgeschoss mit einem Netzrippengewölbe auf Pyramidenkonsolen mit zwei Jochen ausgestattet. Die Herrschaftsloge im Obergeschoss öffnet sich korbbogig zum Chor hin. Diese Korböffnung stammt wohl aus dem 18. Jahrhundert.
Außen an der Westmauer: Gedenktafel für den 1942 von den Nazis ermordeten Pfarrer der Gemeinde, Bernhard Heinzmann.

## Ausstattung
In der Kirche sind Ausstattungsgegenstände aus der Spätgotik, dem Barock und der Neugotik vorhanden.

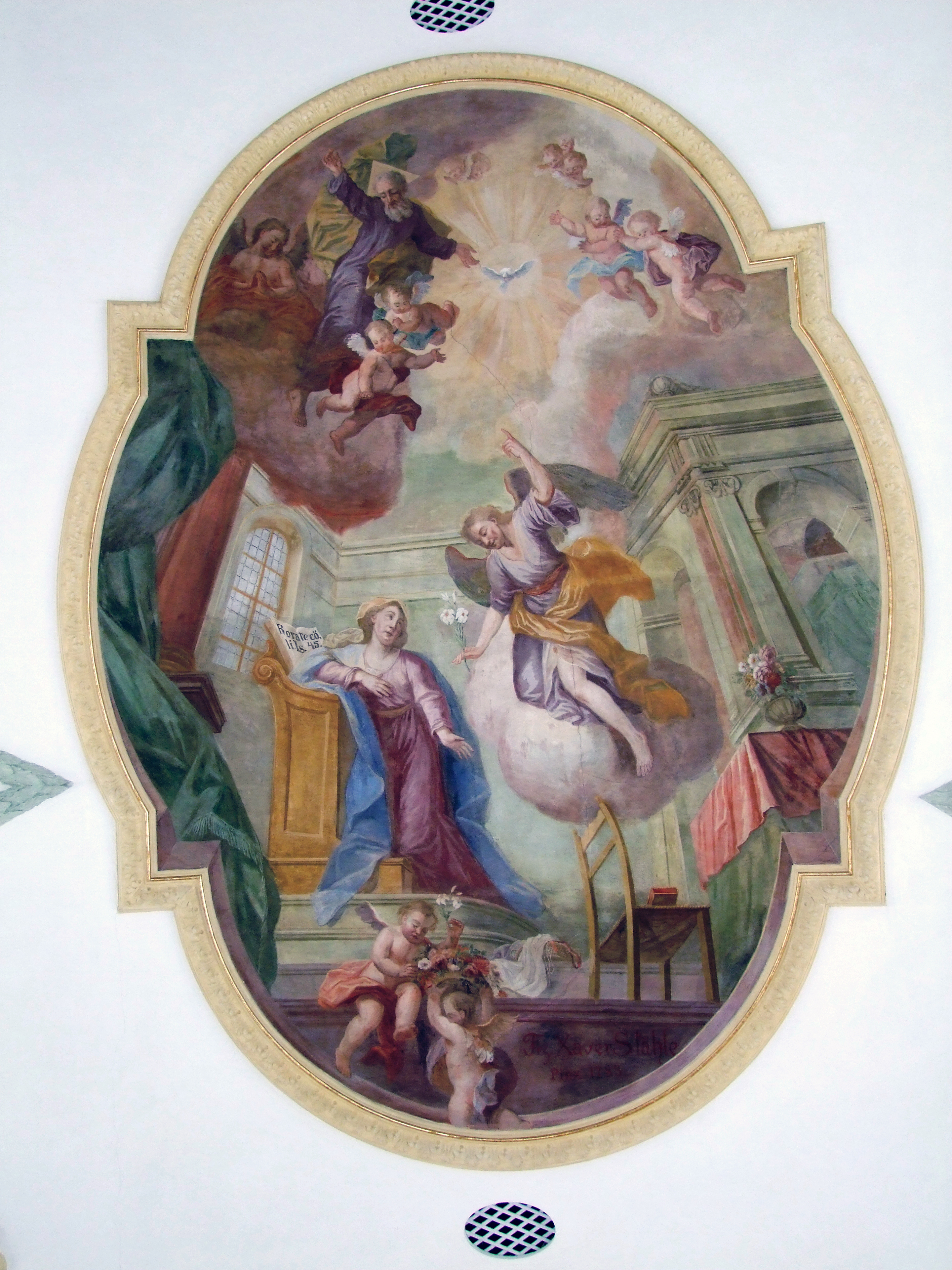
Deckenfresko des Hauptschiffs

### Fresken
Die Fresken der Kirche wurden von Franz Xaver Stähle im Jahre 1783 gemalt. Das Chordeckenfresko unter dem neugotischen Kreuzrippengewölbe stellt Mariä Himmelfahrt mit Engeln und den vier Evangelisten dar; es wurde bei der Anbringung der Rippen beschädigt. Das Deckenfresko des Langhauses zeigt die Verkündigungsszene und die Geburt Mariens. In den Hauptfeldern ist die Darstellung im Tempel zu sehen. Die Zwickelfelder tragen Fresken mit Maria vom Berge Karmel, dem heiligen Simon Stock, einer Rosenkranzmadonna, den vier Kirchenvätern, David und Motiven aus dem Neuen und dem Alten Bund. An der unteren Empore ist die Reinigung des Tempels durch Jesus dargestellt.

### Stuck
Der Stuck in der Kirche ist für die Zeit des Hochbarocks spärlich und besteht lediglich aus Akanthusranken und Muscheln an den Zwickelfeldern des Langhauses und zwei Engelsköpfen an der Empore, die ein unbekannter Künstler geschaffen hat. Über dem Chorbogen wurde gegen 1729 das Wappen der Herren von Westernach angebracht.

### Kanzel

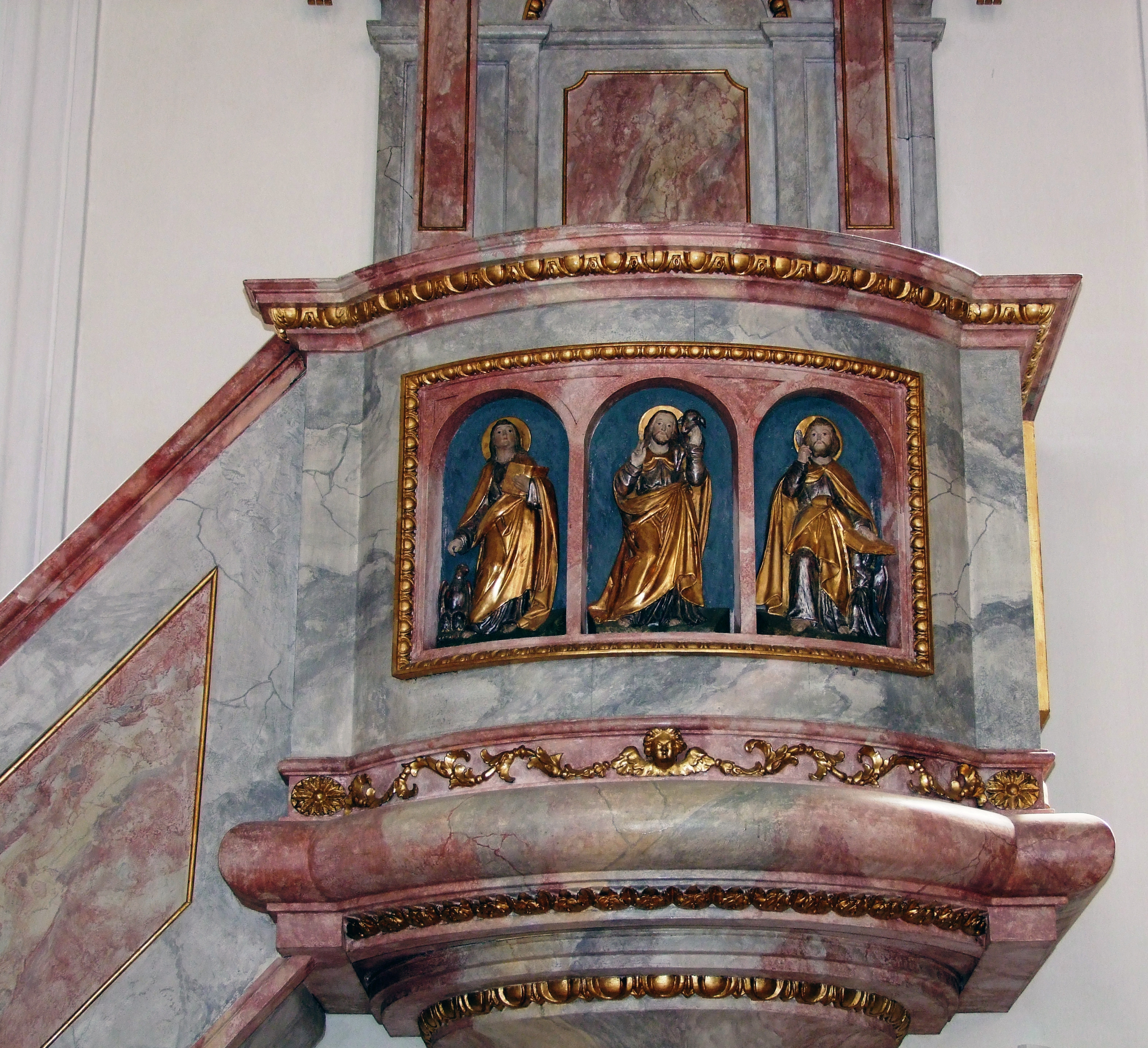
Kanzelkorb

Die hölzerne Kanzel im östlichen Drittel der Südwand des Langhauses aus dem späten 18. Jahrhundert ist marmoriert verziert. Sie wurde umfassend erneuert, so dass von der ursprünglichen Kanzel nur wenig erhalten ist. Die Brüstung des Korbs ist geschwungen, auf dem Schalldeckel steht eine Figur des Erzengels Michael.

### Taufbecken
Das zwischen 1780 und 1790 geschaffene Taufbecken besteht aus marmoriertem Holz und hat die Form einer Urne. Der Deckel ist mit einer Figurengruppe mit der Darstellung der Taufe Jesu bekrönt.

### Kredenztisch
Die Herstellung des Kredenztisches im Chorraum aus marmoriertem Holz ist zwischen 1780 und 1790 anzusetzen. Der Tisch ist mit einem vergoldeten Lorbeerkranz geschmückt.

### Laiengestühl
Das Laiengestühl stammt vermutlich aus dem zweiten Jahrzehnt des 18. Jahrhunderts. Die Wangen bestehen aus Eichenholz mit kräftigen Blattwerkschnitzereien, die Bänke und Rückenlehnen sind schlicht gehalten.

### Holzfiguren

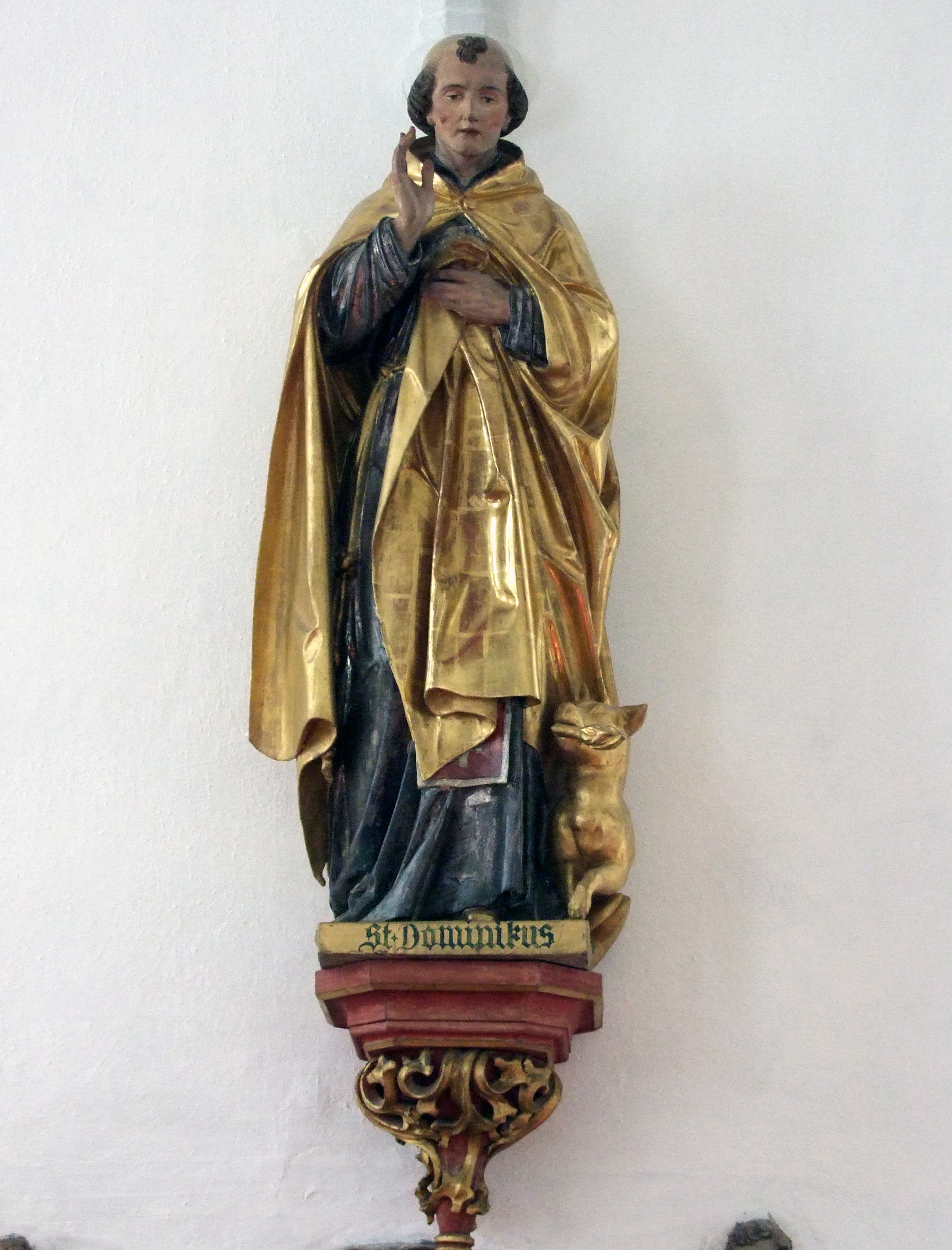
St. Dominikus im Chor

In der Kirche befinden sich insgesamt sechs Holzfiguren. Im Chorbogen hängt ein großes Holzkruzifix  aus der Mitte des 18. Jahrhunderts. Auf dem neugotischen Hochaltar von 1854 steht eine barocke Madonnenfigur aus der zweiten Hälfte des 18. Jahrhunderts. Zusammen mit dem Kruzifix und der Johannesstatue, ebenfalls aus der zweiten Hälfte des 18. Jahrhunderts, bildete sie vermutlich eine Kreuzigungsszene. Des Weiteren befindet sich im Hochaltar je eine Statue des heiligen Nikolaus und eines nicht näher bestimmten Heiligen. Diese beiden Figuren stammen aus dem dritten Viertel des 15. Jahrhunderts. Der Künstler ist unbekannt. Eine Statue, die vermutlich den heiligen Antonius Eremita darstellt, wurde Anfang des 18. Jahrhunderts geschaffen.

### Epitaphe
An der südlichen Chorwand ist das Epitaph der Maria Anna Catharina Freiin zu Westernach aus farbig gefasstem Sandstein angebracht. Es zeigt neben einem Relief der Verstorbenen und dem Sterbedatum 1701 das Ehepaar von Westernach vor einem Kruzifix. Im Außenbereich befindet sich ein stark verwittertes Sandsteinepitaph, das auf Ende des 18. Jahrhunderts datiert wird. Aus derselben Zeit stammen drei Sandsteinobelisken auf Tuffsteinsockeln. Aus dem Ende des 18. Jahrhunderts stammt ein Grabmal in Form eines römischen Grabsteines im Außenbereich.

### Ölbilder
In der Kirche befindet sich ein Gemälde des heiligen Franziskus aus dem 18. Jahrhundert. Die weiteren Ölbilder unterhalb der Empore malte Theodor Baierl 1908. Sie zeigen die heilige Therese von Avila und Franz von Borja.

### Hochaltar

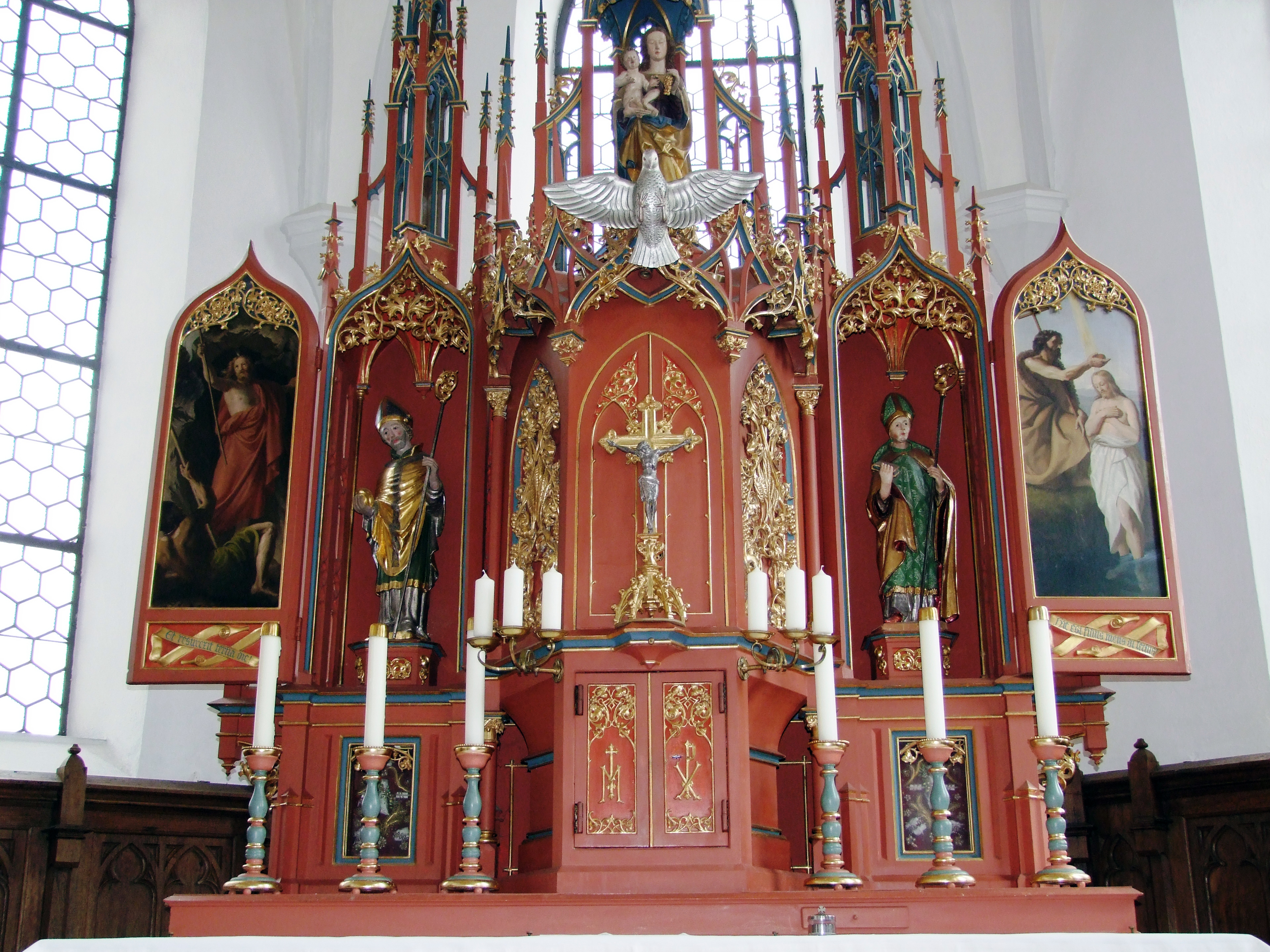
Retabel des neugotischen Hochaltars

Der neugotische Hochaltar in Form eines Flügelaltars und das neugotische Chorgestühl wurden von einem unbekannten Künstler 1854 geschaffen. Die seitlichen Tafelbilder malte ebenfalls Theodor Baierl 1908.

## Nutzung
Die Kirche ist Pfarrkirche der politischen Hauptgemeinde Kronburg. In ihr finden regelmäßig Gottesdienste statt. Wegen des daneben liegenden Schwäbischen Bauernhofmuseums wird sie häufig von Touristen besichtigt und von dem Museum als beispielhaftes Exemplar einer typischen, oberschwäbischen Dorfkirche herangezogen.